# Baniéré Koré
Baniéré Koré is een gemeente (commune) in de regio Kayes in Mali. De gemeente telt 5700 inwoners (2009).
De gemeente bestaat uit de volgende plaatsen:
- Baniéré Koré
- Boubacar Dabaye
- Bouyanga
- Farrah
- Hamdallaye
- Hounoukourou Dabaye
- Kaïtané
- Koïra
- M’beguede
- Maharade
- Maïmoré Maure
- Mouzerigue Ould Ahmed
- Mouzerigue Ould Mounoune
- Rizzi
- Soubeïbara